# Hino da Liga Europa da UEFA
Originalmente, o hino da Liga Europa da UEFA foi composto pelo compositor francês Yohann Zveig, sendo gravado pela orquestra da Ópera Nacional de Paris durante a Primavera do ano de 2009. A partir da temporada 2015/2016, a UEFA anunciou uma mudança na identidade visual e no hino do torneio. A nova canção foi composta por Michael Kadelbach e gravado em Berlim. Tal como o hino da Liga dos Campeões da UEFA, marca presença na cerimónia de entrada das equipas antes do início dos jogos da competição e nas sequências inicial e final das transmissões televisivas da Liga Europa. Ao contrário do hino da Liga dos Campeões da UEFA, o hino da Liga Europa da UEFA não tem letras.